# Фадеева, Светлана Ивановна
Светла́на Ива́новна Фаде́ева (род. 8 апреля 1966, Бендеры, Молдавская ССР, СССР) — государственный деятель Приднестровской Молдавской Республики. Министр просвещения Приднестровской Молдавской Республики с 29 марта 2012 по 24 марта 2015.

## Биография
Родилась 8 апреля 1966 в городе Бендеры Молдавской ССР, в семье рабочих. 

### Образование
В 1983 окончила Тираспольскую среднюю школу № 12.
Также имеет высшее образование по специальности «Учитель математики и информатики».

### Трудовая деятельность
Трудовую деятельность начала в селе Новая Андрияшевка Слободзейского района.
В 1989 перешла на работу в среднюю школу № 8 Тирасполя.
С 1993 по 2003 — специалист-куратор по математике и информатике, специалист-методист, затем — начальник методического отдела научно-методического центра Управления народного образования Тирасполя.
В 1998 присвоена высшая квалификационная категория учителя математики и информатики.
С 2003 по 2012 — учитель математики, директор муниципального общеобразовательного учреждения «Тираспольская средняя школа № 2 имени А. С. Пушкина».
С 2005 по 2012 — депутат Тираспольского городского Совета народных депутатов.
В 2006 присвоена высшая квалификационная категория руководителя учреждения образования.
В 2008 избрана на должность первого заместителя Председателя Тираспольского городского Совета народных депутатов.
С 29 марта 2012 по 24 марта 2015 — министр просвещения Приднестровской Молдавской Республики.

## Награды
- Медаль «За трудовую доблесть» (21 марта 2011) — за многолетний добросовестный труд в деле обучения и воспитания подрастающего поколения, высокий профессионализм и в связи с юбилейными датами со дня рождения[5]
- Почётное звание «Отличник народного образования Приднестровской Молдавской Республики»
- Благодарность Правительства Приднестровской Молдавской Республики[6]